# Ават (Уйгурський район)
Ава́т (каз. Ават) — село у складі Уйгурського району Алматинської області Казахстану. Адміністративний центр та єдиний населений пункт Аватського сільського округу.
Населення — 1886 осіб (2021; 2324 у 2009, 2252 у 1999, 2020 у 1989).